# Chiesa di Santa Croce (Populonia)

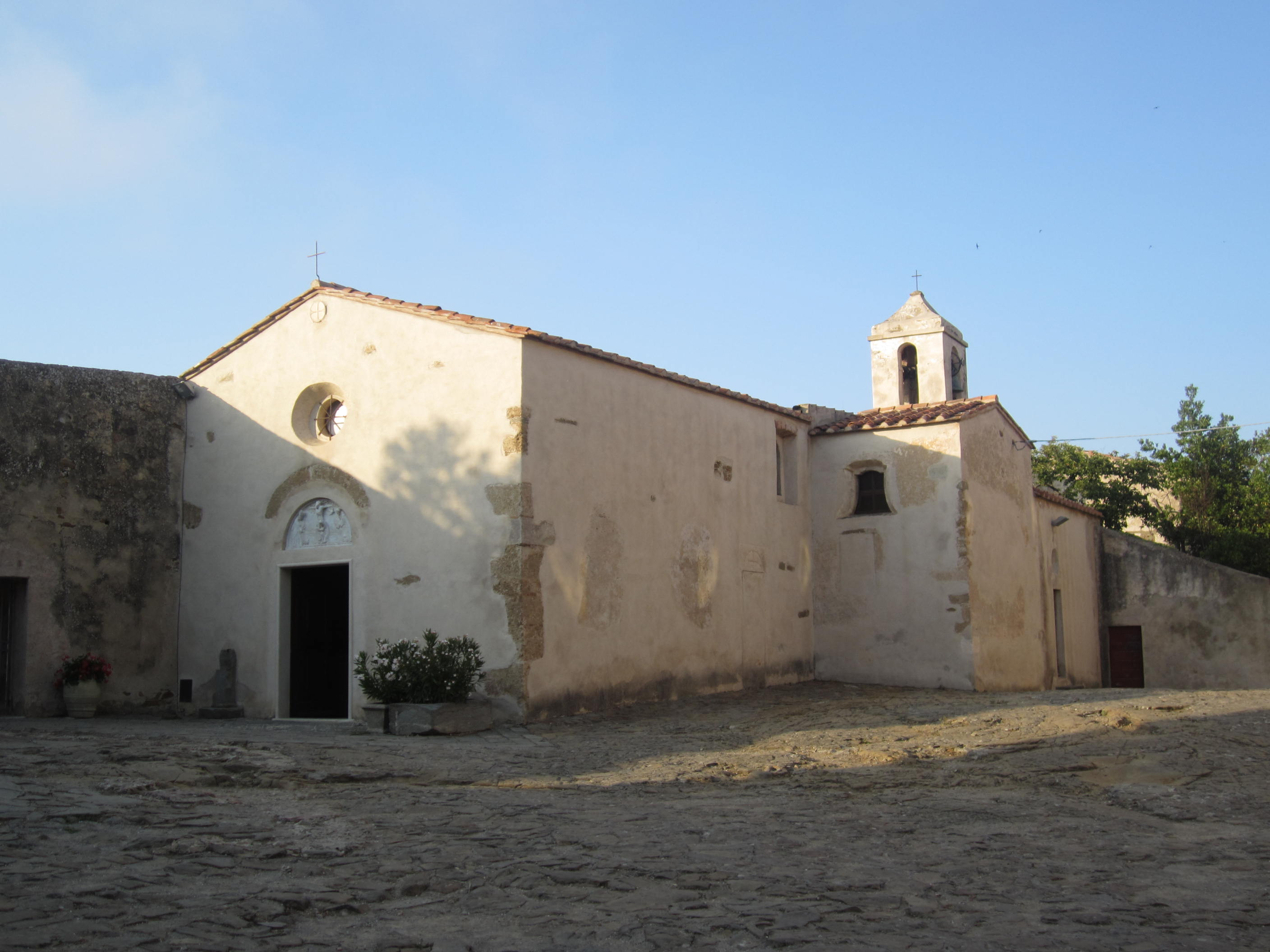
L'esterno della chiesa

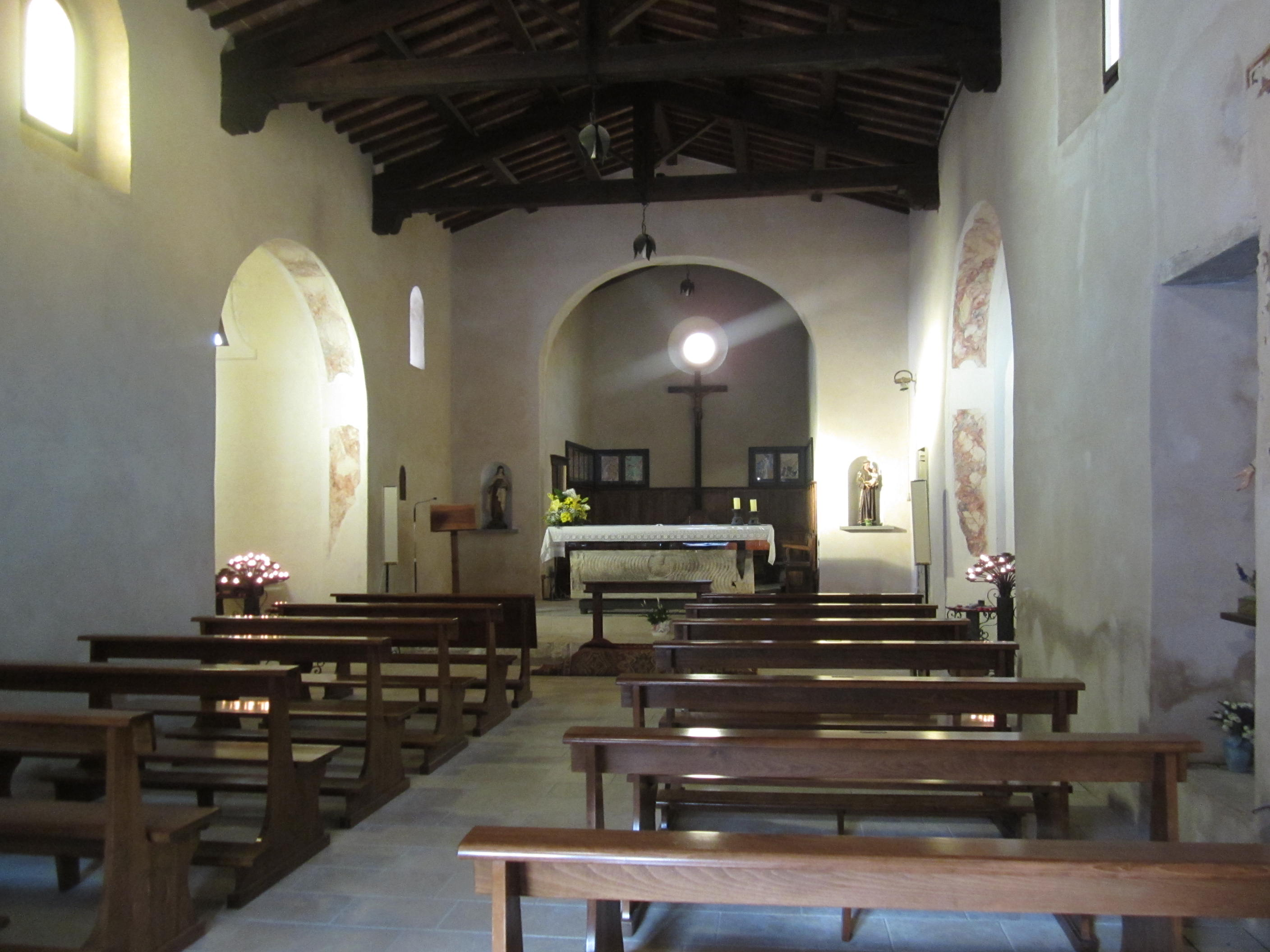
L'interno della chiesa

La chiesa di Santa Croce è un edificio sacro che si trova a Populonia, nel territorio di Piombino.

## Storia e descrizione
La chiesa, edificata nel XV secolo, oggi si presenta con una struttura a navata unica. A sinistra dell'ingresso si conserva un frammento di affresco che si ritiene possa essere quel che resta delle decorazioni originarie della chiesa, probabilmente del Sodoma, che essendo amico di Jacopo V Appiani, signore di Piombino, a volte passava del tempo a Populonia. La chiesa ospitava probabilmente anche un bel Crocifisso ligneo secentesco poi spostato nella piccola cappella del cimitero e infine, nel 1995, trasferito al Museo civico-diocesano di Piombino.